# Jim Tredger
Pour les articles homonymes, voir Tredger.
Jim Tredger est un homme politique (yukonnais) canadien, Il est élu député qui représente de la circonscription de Mayo-Tatchun à l'Assemblée législative du Yukon lors de l'élection yukonnaise du 11 octobre 2011 et il est membre du caucus du Nouveau Parti démocratique du Yukon.
Avant son élection, il était un professeur et directeur d'une école au Yukon.
Il est marié et père de quatre enfants et grand-père de quatre petits-enfants.